# Fana kommun
Fana kommun (norska: Fana kommune) var en kommun i Hordaland fylke i västra Norge. Kommunen omfattade den södra delen av nuvarande Bergens kommun. Orten Nesttun utgjorde kommunens centralort.

## Administrativ historik
Fana kommun upprättades den 1 januari 1838 (som Fanøe formannskapsdistrikt) när Formannskapslovene från 1837 trädde i kraft. 
Mellan 1879 och 1966 genomfördes ett antal gränsregleringar med grannkommuner:
- 1879: bebott område (18 invånare) till Askøy kommun
- 12 augusti 1955: bebott område (1 590 invånare) till Bergens kommun
- 1 januari 1966: bebott område vid Ortuvann i Fyllingsdalen (4 invånare) till Bergens kommun

Den 1 januari 1972 gick Fana kommun, tillsammans med kommunerna Arna, Laksevåg och Åsane, upp i Bergens kommun. Kommunen hade då 44 402 invånare.